# Nekrolog 1856
Nekrolog
◄◄
| ◄
| 1852
| 1853
| 1854
| 1855
| 1856 | 1857 | 1858 | 1859 | 1860 | ► | ►►
Weitere Ereignisse | Allgemeiner Nekrolog 1856
Die Beschreibung der verstorbenen Person sollte so kurz wie möglich gehalten sein und nur deren signifikante Tätigkeit(en) enthalten.
Neue Namen ggf. auch unter dem Geburts- und Sterbedatum, also etwa unter 1. Januar und im Geburts- und Sterbejahr (2024) eintragen (nur bei entsprechender großer Wichtigkeit). Für Beispiele siehe die schon vorhandenen Artikel.
Außerdem über die fünf zuletzt Verstorbenen, zu denen es einen ausreichend guten Artikel für eine Präsentation auf der Hauptseite gibt, nach der todesbedingten Überarbeitung der Artikel ggf. auch unter Wikipedia Diskussion:Hauptseite informieren und sie am besten auch in den anderen Wikipedia-Sprachversionen eintragen. Tipp: Regelmäßig bei news.google.de nach „ist tot“, „gestorben“ oder „verstorben“ suchen.
Wenn eine Person gestorben ist, gibt es viele Seiten zu dieser Person in der Wikipedia, die davon auch betroffen sind und entsprechend aktualisiert werden müssen. Beispiele: Namenübersichtsseite, Geburtsjahr, Geburtsort-Seiten und viele mehr.
Wie finde ich die betroffenen Seiten?
Im Suchfeld auf der linken Seite gibt man den Suchbegriff so ein: „Vorname Nachname“. Dann klickt man auf Volltext und alle Seiten mit entsprechendem Suchtext werden aufgerufen. Hier sieht man dann schnell, wo auch das Todesjahr Sinn macht oder sogar ein Teil des Artikels angepasst werden muss. Auch hilft das „Werkzeug“ auf der linken Seite sehr gut, um solche Seiten aufzufinden: „Links auf diese Seite“. Somit ist die Wikipedia wieder aktuell in allen Bereichen! Hinweis: bei Eintragung der Kategorie „Gestorben JAHR“ wird der Missbrauchsfilter 49 ausgelöst, was jedoch nicht schlimm ist. Siehe: Spezial:Missbrauchsfilter/49
Dies ist eine Liste von im Jahr 1856 verstorbenen bekannten Persönlichkeiten. Die Einträge erfolgen innerhalb der einzelnen Daten alphabetisch sortiert. Tiere sind im Nekrolog für Tiere zu finden.

## Januar
| Tag        | Name                                   | Beruf, bekannt als                                                               | Alter | Beleg |
| ---------- | -------------------------------------- | -------------------------------------------------------------------------------- | ----- | ----- |
| 1. Januar  | John MacPherson Berrien                | US-amerikanischer Politiker, Senator und Justizminister                          | 74    |       |
| 1. Januar  | Côme-Damien Degland                    | französischer Ornithologe                                                        | 68    |       |
| 1. Januar  | Wilhelm Heinrich von Grolman           | preußischer Jurist                                                               | 74    |       |
| 1. Januar  | Josef Myslimír Ludvík                  | tschechischer Heimatschriftsteller sowie römisch-katholischer Priester           | 59    |       |
| 1. Januar  | Franz Josef Sandmann                   | deutsch-französischer Zeichner, Lithograf und Landschaftsmaler                   | 50    |       |
| 5. Januar  | Pierre Jean David d’Angers             | französischer Bildhauer                                                          | 67    |       |
| 6. Januar  | Johann Valentin Albert                 | deutscher Unternehmer, Frankfurter Spielwarenhändler und Mechaniker              | 81    |       |
| 6. Januar  | Robert Nicolas-Charles Bochsa          | französischer Komponist und Harfenvirtuose                                       | 66    |       |
| 7. Januar  | Thomas Claiborne                       | US-amerikanischer Politiker                                                      | 75    |       |
| 9. Januar  | Karl August Ludwig Feder               | deutscher Philologe und Bibliothekar                                             |       |       |
| 9. Januar  | Karl Friedrich von Klöden              | deutscher Historiker und Geograph                                                | 69    |       |
| 10. Januar | Jean Vauchel                           | deutscher Geigenbauer                                                            | 73    |       |
| 11. Januar | Nehemiah Eastman                       | US-amerikanischer Politiker                                                      | 73    |       |
| 11. Januar | Friedrich Wilhelm Schneidewin          | deutscher Altphilologe                                                           | 45    |       |
| 12. Januar | Henry Goulburn                         | britischer Politiker (Tories, Conservative Party), Mitglied des House of Commons | 71    |       |
| 12. Januar | Henry Mitchell                         | US-amerikanischer Arzt und Politiker                                             |       |       |
| 12. Januar | Ľudovít Štúr                           | slowakischer Philologe, Schriftsteller und Politiker                             | 40    |       |
| 13. Januar | Friedrich Ernst Wülker                 | deutscher Silberwarenfabrikant und Senator der Freien Stadt Frankfurt            | 72    |       |
| 15. Januar | Johann Baptist von Stürmer             | bayerischer Beamter                                                              | 78    |       |
| 16. Januar | Johann Albrecht Friedrich von Eichhorn | preußischer Staatsmann, Kultusminister                                           | 76    |       |
| 16. Januar | Thaddeus William Harris                | US-amerikanischer Entomologe                                                     | 60    |       |
| 16. Januar | Elizabeth Hay, Countess of Erroll      | uneheliche Tochter von König William IV. und Dorothy Jordan                      | 54    |       |
| 17. Januar | Chiba Shūsaku                          | japanischer Samurai                                                              |       |       |
| 17. Januar | Emilie Scotzniovsky                    | württembergischer Hauptmann und Dichter                                          | 40    |       |
| 18. Januar | August Hiller von Gaertringen          | preußischer Offizier, zuletzt General der Infanterie                             | 83    |       |
| 19. Januar | Ernst von Seherr-Thoß                  | deutscher Offizier und Gutsbesitzer                                              | 69    |       |
| 19. Januar | Franz Anton Staudenmaier               | deutscher katholischer Theologe und Hochschullehrer                              | 55    |       |
| 20. Januar | Karl Ludwig von Gayette                | königlich preußischer Generalmajor                                               | 82    |       |
| 20. Januar | Friedrich Siegmund von Klopmann        | deutschbaltischer Landmarschall                                                  | 68    |       |
| 20. Januar | Friedrich Wilhelm Simons-Köhler        | deutscher Unternehmer, Stadtverordneter und Handelskammerpräsident               | 53    |       |
| 20. Januar | Joseph Marshall Walker                 | US-amerikanischer Politiker                                                      | 71    |       |
| 21. Januar | Lorenz Haug                            | deutscher Gehörlosenpädagoge                                                     | 35    |       |
| 21. Januar | Carl von Haynau                        | kurhessischer General                                                            | 76    |       |
| 21. Januar | Benedictus Gotthelf Teubner            | deutscher Buchhändler und Verlagsgründer                                         | 71    |       |
| 22. Januar | Victor d’Arlincourt                    | französischer Schriftsteller                                                     | 66    |       |
| 22. Januar | Georg Wilhelm von Wedekind             | deutscher Förster und Forstwissenschaftler                                       | 59    |       |
| 23. Januar | Adolf von Heydeck                      | deutscher Kunstsammler, Maler und Kupferstecher                                  | 68    |       |
| 23. Januar | Johann August Turszky                  | österreichischer Offizier und Jurist                                             | 77    |       |
| 26. Januar | Karl Kress von Kressenstein            | österreichischer Offizier und Schriftsteller                                     | 74    |       |
| 27. Januar | Wilhelm Heinrich Carl Mosche           | deutscher Pädagoge und Komponist                                                 | 59    |       |
| 28. Januar | Helmina von Chézy                      | deutsche Dichterin und Librettistin                                              | 73    |       |
| 29. Januar | Otto von Erxleben                      | deutscher Offizier und Gutsbesitzer                                              | 68    |       |
| 30. Januar | William Buckley                        | Brite, der als Sträfling 32 Jahre unter Aborigines lebte                         |       |       |
| 30. Januar | Heinrich Meckel von Hemsbach           | deutscher Mediziner                                                              | 34    |       |
| 31. Januar | Friedrich Brömmel                      | deutsch-schweizerischer Historiker                                               | 64    |       |
| 31. Januar | Johannes Nicolaus Buek                 | deutscher Apotheker und Botaniker                                                |       |       |
| 31. Januar | Khedrub Gyatsho                        | elfter Dalai Lama                                                                | 17    |       |
| Januar     | Dulduityn Rawdschaa                    | mongolischer Schriftsteller                                                      |       |       |

## Februar
| Tag         | Name                                     | Beruf, bekannt als                                                                 | Alter | Beleg |
| ----------- | ---------------------------------------- | ---------------------------------------------------------------------------------- | ----- | ----- |
| 1. Februar  | Ida von Lüttichau                        | deutsche Mäzenin und Künstlerin                                                    | 57    |       |
| 1. Februar  | Iwan Fjodorowitsch Paskewitsch           | Graf Eriwanski, Fürst von Warschau, russischer Marschall                           | 73    |       |
| 2. Februar  | Ben C. Eastman                           | US-amerikanischer Politiker                                                        | 43    |       |
| 3. Februar  | William Clark Haines                     | australischer Politiker, Premier von Victorie                                      | 55    |       |
| 3. Februar  | Johann Christoph Friedrich Klug          | deutscher Entomologe                                                               | 80    |       |
| 4. Februar  | Friedrich Karl zu Fürstenberg            | Landgraf zu Fürstenberg in der Bar und zu Stühlingen                               | 82    |       |
| 4. Februar  | Anna Gottlieb                            | österreichische Sopranistin, erste Pamina in Mozarts Zauberflöte                   | 81    |       |
| 4. Februar  | Ludwig von Szymborski                    | deutscher Jurist und Politiker                                                     |       |       |
| 5. Februar  | Domenico Galli                           | Schweizer Notar, Politiker, Tessiner Grossrat, Staatsrat und Ständerat             | 64    |       |
| 6. Februar  | Agostino Bassi                           | italienischer Biologe                                                              | 82    |       |
| 7. Februar  | Thomas Hale Sill                         | US-amerikanischer Politiker                                                        | 72    |       |
| 8. Februar  | Julius Leopold Theodor Friedrich Zincken | deutscher Arzt und Entomologe                                                      | 85    |       |
| 9. Februar  | Carl Friedrich Kotschy                   | österreichischer protestantischer Geistlicher und Botaniker                        | 67    |       |
| 9. Februar  | Pierre Étienne Rémillieux                | französischer Maler                                                                | 44    |       |
| 11. Februar | Ernst Friedrich Kauffmann                | württembergischer Komponist, Mathematiker und Lehrer                               | 52    |       |
| 12. Februar | Giuseppe Donizetti                       | italienischer Komponist, Dirigent und Musikpädagoge                                | 67    |       |
| 12. Februar | Alexandre Montfort                       | französischer Komponist                                                            | 52    |       |
| 13. Februar | Rudolf Hanhart                           | Schweizer Pädagoge, Gymnasiallehrer, Hochschullehrer und reformierter Geistlicher  | 76    |       |
| 13. Februar | Wolfgang Nast                            | bayerischer katholischer Geistlicher                                               | 50    |       |
| 13. Februar | Johann Julius Seidel                     | schlesischer Organist und Orgeltheoretiker                                         | 45    |       |
| 16. Februar | Bernhard May                             | deutscher Müller und Revolutionär                                                  | 72    |       |
| 17. Februar | Heinrich Heine                           | deutscher Dichter und Journalist                                                   | 58    |       |
| 18. Februar | Wilhelm von Biela                        | deutsch-österreichischer Astronom und Offizier                                     | 73    |       |
| 19. Februar | Philipp Schmitt                          | deutscher Pfarrer                                                                  | 50    |       |
| 21. Februar | Theodor Döhler                           | deutscher Pianist und Komponist                                                    | 41    |       |
| 21. Februar | Paul von Prittwitz                       | russischer Generalleutnant und Senator                                             | 64    |       |
| 22. Februar | Thaddäus Ledóchowski                     | polnischer Graf und k.u.k. Feldmarschallleutnant                                   | 65    |       |
| 23. Februar | Edward Burd Hubley                       | US-amerikanischer Politiker                                                        |       |       |
| 23. Februar | Giovanni Morandi                         | italienischer Komponist, Organist und Gesangslehrer                                | 78    |       |
| 24. Februar | Nikolai Iwanowitsch Lobatschewski        | russischer Mathematiker                                                            | 63    |       |
| 24. Februar | François Isidore Wathiez                 | französischer General der Kavallerie                                               | 78    |       |
| 25. Februar | George Don junior                        | schottischer Botaniker                                                             | 57    |       |
| 25. Februar | Vinzenz Rizzi                            | österreichischer katholischer Priester und Publizist                               | 40    |       |
| 26. Februar | Phillip Parker King                      | Admiral der britischen Royal Navy und Entdeckungsreisender in Australien           | 64    |       |
| 27. Februar | Peter Carl Bouché                        | deutscher Gärtner und Botaniker                                                    | 72    |       |
| 27. Februar | Eduard Hoeppener                         | deutsch-baltischer Bankier                                                         | 61    |       |
| 27. Februar | Carl Laudien                             | preußischer Jurist und Regierungsrat, Mitglied der Frankfurter Nationalversammlung | 56    |       |
| 27. Februar | Friedrich Wilhelm Adolf von Schwerin     | preußischer Landrat                                                                | 64    |       |
| Februar     | Eduard Vogel                             | deutscher Afrikaforscher                                                           |       |       |

## März
| Tag      | Name                                  | Beruf, bekannt als                                                                                        | Alter | Beleg |
| -------- | ------------------------------------- | --- | ----- | ----- |
| 1. März  | Johann Konrad Zeller                  | Schweizer Maler                                                                                           | 48    |       |
| 2. März  | George Welshman Owens                 | US-amerikanischer Politiker                                                                               | 69    |       |
| 2. März  | Michael Trost                         | deutscher Glas-, Öl- und Dosenmaler sowie Zeichner                                                        | 72    |       |
| 3. März  | Ambrogio Bianchi                      | italienischer Kardinal und Kamaldulenser                                                                  | 84    |       |
| 3. März  | Gebhard Adolph Friedrich von Krosigk  | deutscher Gutsbesitzer und Landrat                                                                        | 57    |       |
| 4. März  | Elijah Galloway                       | britischer Erfinder und Ingenieur                                                                         |       |       |
| 4. März  | Friedrich Genée                       | deutscher Sänger (Bass)                                                                                   | 59    |       |
| 5. März  | Johann Nepomuk von Fuchs              | deutscher Chemiker und Mineraloge                                                                         | 81    |       |
| 5. März  | Johann Joachim Christian Zerrenner    | deutscher evangelisch-lutherischer Theologe und Pädagoge                                                  |       |       |
| 6. März  | Johan August Wahlberg                 | schwedischer Naturforscher und Entdecker                                                                  | 45    |       |
| 8. März  | Ignaz Fränzinger                      | deutscher Verwaltungsbeamter                                                                              | 63    |       |
| 9. März  | Thomas Bornhauser                     | Schweizer Pfarrer, Publizist und Volksschriftsteller                                                      | 56    |       |
| 10. März | Karl Ludwig Friedrich von Hinckeldey  | Polizeipräsident in Berlin                                                                                | 50    |       |
| 10. März | Ludovico Lipparini                    | italienischer Maler                                                                                       | 56    |       |
| 11. März | Georg Wilhelm von Raumer              | preußischer Verwaltungsbeamter und Direktor des Geheimen Staatsarchivs                                    | 55    |       |
| 12. März | Daniel Runge                          | deutscher Kaufmann, Reeder und Lyriker                                                                    | 88    |       |
| 13. März | Robert Cruikshank                     | englischer Karikaturist und Illustrator                                                                   | 66    |       |
| 13. März | Friedrich August Wagner               | deutscher Arzt und Archäologe                                                                             | 80    |       |
| 14. März | Gabrijel Smičiklas                    | Bischof von Križevci                                                                                      | 72    |       |
| 17. März | Johann Hermann Detmold                | Jurist und Mitglied der deutschen Nationalversammlung                                                     | 48    |       |
| 17. März | Karl von Preuschen                    | deutscher Richter im Großherzogtum Hessen                                                                 |       |       |
| 17. März | Adolf Winkelmann                      | deutscher Stenograf, amtlicher Stenograph der preußischen Zweiten Kammer und des preußischen Herrenhauses |       |       |
| 18. März | Henry Pottinger                       | britischer Soldat und Kolonialbeamter                                                                     | 66    |       |
| 18. März | Ferdinand Rau von und zu Holzhausen   | Gutsbesitzer und Abgeordneter                                                                             | 37    |       |
| 19. März | Georg F. W. Meyer                     | deutscher Botaniker                                                                                       | 73    |       |
| 19. März | Thomas David Morrison                 | Arzt, Politiker und 3. Bürgermeister von Toronto                                                          |       |       |
| 19. März | Friedrich Christian Theodor von Preen | herzoglich nassauischer Kammerherr, Flügeladjutant und Generalleutnant                                    | 68    |       |
| 20. März | David Conner                          | US-amerikanischer Marineoffizier                                                                          |       |       |
| 21. März | William Montgomerie                   | schottischer Militärchirurg                                                                               | 58    |       |
| 22. März | Christian von Großschedel             | bayerischer Generalmajor                                                                                  | 69    |       |
| 22. März | Giulietta Guicciardi                  | österreichische Adlige und Klavierschülerin Beethovens                                                    | 73    |       |
| 23. März | Eduard Hülsmann                       | Theologe, Pädagoge und Politiker                                                                          | 54    |       |
| 25. März | Mawra Petrowna Sokolowa               | russische Kammerfrau                                                                                      | 69    |       |
| 26. März | Franz Friedrich Kindt                 | deutscher Apotheker und Naturforscher                                                                     | 69    |       |
| 26. März | Johann Schroth                        | Naturheiler und Erfinder der nach ihm benannten Schrothkur                                                | 58    |       |
| 27. März | Jekaterina Semjonowna Woronzowa       | russisch-britische Aristokratin und Hofdame                                                               | 72    |       |
| 28. März | Philipp Abraham Cohen                 | deutscher Unternehmer                                                                                     | 66    |       |
| 28. März | Pjotr Iwanowitsch Turtschaninow       | russischer Komponist                                                                                      | 76    |       |
| 28. März | Bernhard Wessel                       | deutscher Hof-Bildhauer und Professor                                                                     | 61    |       |
| 29. März | Julius Ambrosch                       | deutscher Philologe und Archäologe; Hochschullehrer in Breslau                                            | 51    |       |
| 30. März | Joseph von Doblhoff-Dier              | österreichischer Politiker                                                                                | 50    |       |
| 30. März | Johann Baptist Jenger                 | österreichischer Beamter und Musiker                                                                      | 63    |       |
| 30. März | Carl Gustav von Sievers               | russischer General                                                                                        | 83    |       |
| 31. März | Milota Zdirad Polák                   | tschechischer Dichter und Pädagoge                                                                        | 68    |       |

## April
| Tag       | Name                            | Beruf, bekannt als                                                                   | Alter | Beleg |
| --------- | ------------------------------- | ------------------------------------------------------------------------------------ | ----- | ----- |
| 1. April  | Winand Simons                   | deutscher Unternehmer und Stadtrat von Elberfeld                                     | 76    |       |
| 2. April  | Albrecht von Bardeleben         | kurhessischer Generalleutnant und Kriegsminister                                     | 78    |       |
| 3. April  | Peter Friedrich Bouché          | preußischer „Kunst- und Handelsgärtner“, Gartenschriftsteller, sowie Insektenkundler | 71    |       |
| 3. April  | Karl Josef Grysar               | deutscher Klassischer Philologe                                                      | 55    |       |
| 3. April  | Wilhelm von Thümen              | preußischer Generalleutnant                                                          | 63    |       |
| 4. April  | Joseph Mendelssohn              | deutscher Autor und Publizist                                                        |       |       |
| 5. April  | Franz Horčička                  | böhmischer Maler                                                                     | 79    |       |
| 6. April  | Melanie Lewy                    | Harfenistin                                                                          | 32    |       |
| 6. April  | Adolphe Monod                   | Erweckungsprediger                                                                   | 54    |       |
| 6. April  | Gottlob Leberecht Schulze       | deutscher Theologe und Pädagoge                                                      | 76    |       |
| 6. April  | Joseph von Stichaner            | bayerischer Regierungspräsident in verschiedenen Bezirken, Historiker                | 86    |       |
| 7. April  | Johann Lambert Joseph Comes     | deutscher Kreisarzt und Heimatforscher                                               | 81    |       |
| 7. April  | Johann Gottlieb Ziehnert        | deutscher Theologe und Schriftsteller                                                | 71    |       |
| 8. April  | Luise zu Stolberg-Wernigerode   | Äbtissin des Klosters Drübeck                                                        | 84    |       |
| 10. April | Johann Friedrich Anton Dehne    | deutscher Pharmazeut und Naturforscher                                               | 68    |       |
| 11. April | Burchard Giesewell              | deutscher Maler und Zeichenlehrer                                                    | 70    |       |
| 11. April | Juan Santamaría                 | costa-ricanischer Nationalheld                                                       | 24    |       |
| 12. April | Johann Friedrich Nerlich        | deutscher Orgelbauer                                                                 |       |       |
| 14. April | Johanna Odebrecht               | Gründerin und Leiterin einer Armenschule in Greifswald                               | 61    |       |
| 16. April | Heinrich Schremser              | Großherzoglich-hessischer Offizier und Schultheiß                                    | 74    |       |
| 17. April | Georg von Hessen-Darmstadt      | Prinz von Hessen und General                                                         | 75    |       |
| 17. April | Franz Krieg von Hochfelden      | österreichischer Staatsmann                                                          | 79    |       |
| 18. April | Joseph Menter                   | deutscher Violoncellist und Musikpädagoge                                            | 48    |       |
| 18. April | David Vonwiller                 | Schweizer Industrieller                                                              | 61    |       |
| 20. April | Giacomo Filippo Fransoni        | italienischer Bischof und Kardinal                                                   | 80    |       |
| 25. April | Gisbert Lensing                 | zunächst Kanoniker, dann Gutsherr und Politiker                                      | 72    |       |
| 26. April | George Troup                    | US-amerikanischer Politiker                                                          | 75    |       |
| 26. April | Pjotr Jakowlewitsch Tschaadajew | russischer Philosoph                                                                 | 61    |       |
| 27. April | Friederike Julie Lisiewska      | deutsche Malerin                                                                     | 83    |       |
| 28. April | Marie Laura Förster             | deutsche Schriftstellerin                                                            | 39    |       |
| 28. April | Jakob Sotriffer                 | Bildhauer                                                                            | 60    |       |
| 30. April | Emil von Hessen-Darmstadt       | Prinz von Hessen-Darmstadt                                                           | 65    |       |
| 30. April | Rudolph von Patkul              | Ritterschaftshauptmann der Estländischen Ritterschaft                                | 56    |       |

## Mai
| Tag     | Name                                 | Beruf, bekannt als                                                                      | Alter | Beleg |
| ------- | ------------------------------------ | --------------------------------------------------------------------------------------- | ----- | ----- |
| 1. Mai  | Hamilkar von Fölkersahm              | estnischer Landmarschall und Bauernbefreier (1811–1856)                                 | 45    |       |
| 1. Mai  | Josiah Ogden Hoffman                 | US-amerikanischer Jurist und Politiker                                                  | 62    |       |
| 2. Mai  | Otto von Ende                        | Gutsbesitzer und Mitglied des Preußischen Herrenhauses                                  | 60    |       |
| 2. Mai  | James Gates Percival                 | US-amerikanischer Dichter und Philologe                                                 | 60    |       |
| 3. Mai  | Adolphe Adam                         | französischer Opern- und Ballettkomponist                                               | 52    |       |
| 3. Mai  | Adolfo Fumagalli                     | italienischer Pianist und Komponist                                                     | 27    |       |
| 3. Mai  | Johann Traugott Lindner              | deutscher Jurist und Chronist                                                           | 78    |       |
| 4. Mai  | John Collins Warren                  | US-amerikanischer Chirurg                                                               | 77    |       |
| 4. Mai  | Johan Emanuel Wikström               | schwedischer Botaniker                                                                  | 66    |       |
| 5. Mai  | William Crosby Dawson                | US-amerikanischer Politiker (Whig Party)                                                | 58    |       |
| 6. Mai  | William Hamilton                     | schottischer Philosoph und 9. Baron von Preston                                         | 68    |       |
| 6. Mai  | Adam Kaspar Hesselbach               | deutscher Anatom und Chirurg                                                            | 68    |       |
| 7. Mai  | Georg Anton Brinkmann                | deutscher Geistlicher, Weihbischof im Bistum Münster                                    | 59    |       |
| 11. Mai | John Gaines Miller                   | US-amerikanischer Politiker                                                             | 43    |       |
| 11. Mai | Ernst von Scheliha                   | preußischer Generalmajor                                                                | 69    |       |
| 12. Mai | Jacques Philippe Marie Binet         | französischer Mathematiker                                                              | 70    |       |
| 12. Mai | Francesco Gentilini                  | italienischer Geistlicher, Bischof von Rimini und Kurienerzbischof                      | 73    |       |
| 12. Mai | Seligmann Grünwald                   | deutscher Rabbiner und Autor                                                            | 55    |       |
| 12. Mai | William Henry Sleeman                | britischer Administrator und Kriminalbeamter                                            | 67    |       |
| 12. Mai | Ernst Gottlieb von Steudel           | deutscher Arzt und Botaniker                                                            | 72    |       |
| 13. Mai | Jean Zuléma Amussat                  | französischer Arzt und Chirurg                                                          | 59    |       |
| 13. Mai | Conrad Matthies                      | deutscher Theologe und Philosoph, Mitglied der Frankfurter Nationalversammlung          | 49    |       |
| 14. Mai | Théodore Guérin                      | katholische Ordensfrau und Heilige                                                      | 57    |       |
| 15. Mai | John Sloane                          | US-amerikanischer Politiker                                                             |       |       |
| 16. Mai | Karl Ernst Christoph Schneider       | deutscher Klassischer Philologe; Hochschullehrer in Breslau                             | 69    |       |
| 17. Mai | Bernhard Galura                      | Fürstbischof des Bistums Brixen                                                         | 91    |       |
| 18. Mai | Carl Gottlieb Haubold                | deutscher Unternehmer                                                                   | 73    |       |
| 18. Mai | Georg Simon von Sina                 | griechisch-österreichischer Unternehmer                                                 | 72    |       |
| 19. Mai | Gottlob Jochmann                     | deutscher Politiker, Oberbürgermeister von Görlitz (1847–1856)                          | 57    |       |
| 19. Mai | Alois Pichl                          | österreichischer Architekt                                                              |       |       |
| 20. Mai | Johan Lorentz Aschan                 | schwedischer Unternehmer                                                                | 83    |       |
| 20. Mai | François Génin                       | französischer Romanist und Journalist                                                   | 53    |       |
| 21. Mai | Johann Georg Anderegg                | Schweizer Politiker und Industrieller                                                   | 63    |       |
| 21. Mai | Friedrich Johann von Drieberg        | deutscher Komponist und Schriftsteller                                                  | 75    |       |
| 21. Mai | Josephine Perin von Gradenstein      | österreichische Schriftstellerin                                                        | 77    |       |
| 22. Mai | Albert Gottfried Dietrich            | deutscher Botaniker                                                                     | 60    |       |
| 22. Mai | Augustin Thierry                     | französischer Historiker                                                                | 61    |       |
| 23. Mai | Francisco María Oreamuno Bonilla     | Präsident Costa Ricas                                                                   | 54    |       |
| 23. Mai | Alfred Gustav Friedrich von Domhardt | preußischer Gutsbesitzer                                                                | 63    |       |
| 25. Mai | Rudolph Bay                          | dänischer Komponist                                                                     | 64    |       |
| 25. Mai | Ludwig Benedict Franz von Bilderbeck | elsässischer Übersetzer und Autor von Dichtungen, Romanen, Bühnendramen und Lustspielen | 89    |       |
| 25. Mai | Friedrich August von Brühl           | freier Standesherr und Politiker                                                        | 64    |       |
| 25. Mai | Ludwig Protzen von Schramm           | preußischer Generalmajor                                                                | 78    |       |
| 28. Mai | Arnold von der Decken                | deutscher Generalmajor                                                                  | 76    |       |
| 29. Mai | Heinrich Hesemann                    | deutscher Bildhauer                                                                     | 41    |       |
| 30. Mai | Joseph Eiselein                      | deutscher Gelehrter, Gymnasiallehrer und Bibliothekar                                   | 65    |       |
| 30. Mai | John Keese                           | US-amerikanischer Auktionator, Publizist und Buchverleger                               | 50    |       |
| 30. Mai | Asaoka Okisada                       | japanischer Maler, Kunsthistoriker                                                      |       |       |
| 31. Mai | John Milton Niles                    | US-amerikanischer Politiker und Autor historischer Werke                                | 68    |       |

## Juni
| Tag      | Name                              | Beruf, bekannt als                                                     | Alter | Beleg |
| -------- | --------------------------------- | ---------------------------------------------------------------------- | ----- | ----- |
| 1. Juni  | Leopold von Arnim                 | preußischer Generalleutnant                                            | 61    |       |
| 1. Juni  | Joachim Hoffmann                  | österreichischer Komponist und Musiklehrer                             | 71    |       |
| 1. Juni  | Ernst Friedrich Wüstemann         | deutscher Altphilologe                                                 | 57    |       |
| 2. Juni  | Alexander August von Buchholtz    | deutscher Pandektenwissenschaftler                                     | 54    |       |
| 3. Juni  | Jakob Josef Ziegler               | bayerischer Bierbrauer, Gastronom und Politiker                        | 57    |       |
| 4. Juni  | Wenceslas Bojer                   | böhmisch-mauritischer Botaniker und Naturforscher                      | 60    |       |
| 4. Juni  | Friedrich Karl von Fürstenwärther | österreichischer Feldmarschall-Leutnant, pfälzischer Herkunft          | 86    |       |
| 5. Juni  | Philipp Jakob Passavant           | deutscher Kaufmann und Politiker                                       | 74    |       |
| 7. Juni  | Julius von Hartmann               | preußischer General der Artillerie                                     | 82    |       |
| 9. Juni  | Diedrich Rudolf Stürenburg        | deutscher Altphilologe und Lehrer                                      | 45    |       |
| 11. Juni | José María Alfaro Zamora          | Präsident Costa Ricas                                                  | 57    |       |
| 11. Juni | Friedrich Heinrich von der Hagen  | deutscher Germanist                                                    | 76    |       |
| 12. Juni | Pedro Ximénez Abril Tirado        | peruanischer Komponist                                                 |       |       |
| 13. Juni | Ernst Alban                       | Arzt und Maschinenbauer                                                | 65    |       |
| 14. Juli | Archibald Campbell                | US-amerikanischer Politiker                                            |       |       |
| 14. Juni | William Palmer                    | englischer Serienmörder                                                | 31    |       |
| 14. Juni | Bertha Werder                     | deutsche Schriftstellerin                                              | 33    |       |
| 17. Juni | Martin Beaty                      | US-amerikanischer Politiker                                            | 71    |       |
| 18. Juni | Franz von Zwerger                 | deutscher Politiker und Unternehmer                                    | 63    |       |
| 19. Juni | Eduard Simon                      | deutscher Apotheker und Chemiker                                       | 66    |       |
| 20. Juni | Florestan I.                      | Fürst von Monaco                                                       | 70    |       |
| 20. Juni | Otto Christian Gaedechens         | hamburgischer Kaufmann, Kunstliebhaber und Numismatiker                | 64    |       |
| 20. Juni | Hanzo Njepila                     | sorbischer Schriftsteller                                              | 89    |       |
| 21. Juni | Casimir Bonjour                   | französischer Dichter                                                  | 61    |       |
| 21. Juni | Carl Jacob Ettling                | deutscher Mineraloge                                                   | 50    |       |
| 21. Juni | Juan José Lara Arias              | Präsident von Costa Rica                                               |       |       |
| 23. Juni | Thomas H. Bayly                   | US-amerikanischer Politiker                                            | 45    |       |
| 23. Juni | Pawlo Bilezkyj-Nossenko           | ukrainischer Dichter, Lexikograf und Ethnograph                        | 81    |       |
| 23. Juni | Iwan Wassiljewitsch Kirejewski    | russischer Philosoph und Slawophiler                                   | 50    |       |
| 24. Juni | Samuel W. Trotti                  | US-amerikanischer Politiker                                            | 45    |       |
| 25. Juni | Dudley Marvin                     | US-amerikanischer Jurist und Politiker                                 | 70    |       |
| 25. Juni | Max Stirner                       | deutscher Philosoph                                                    | 49    |       |
| 26. Juni | Ludwig Hüffell                    | evangelischer Theologe, Landesbischof der Badischen Landeskirche       | 72    |       |
| 26. Juni | José Antonio Rivadeneira          | spanischer römisch-katholischer Geistlicher und Bischof von Valladolid | 82    |       |
| 27. Juni | Joseph Meyer                      | deutscher Verleger                                                     | 60    |       |
| 28. Juni | Johann Christian Brandenburg      | deutscher Jurist                                                       | 86    |       |
| 29. Juni | Wilhelm Pätz                      | deutscher Landschaftsmaler und Lithograf                               | 55    |       |
| 29. Juni | Josef von Smola                   | österreichischer Offizier                                              | 50    |       |

## Juli
| Tag      | Name                                      | Beruf, bekannt als                                                                       | Alter | Beleg |
| -------- | ----------------------------------------- | ---------------------------------------------------------------------------------------- | ----- | ----- |
| 2. Juli  | Thomasine Gyllembourg-Ehrensvärd          | dänische Schriftstellerin                                                                | 82    |       |
| 2. Juli  | Ferdinando Minucci                        | römisch-katholischer Erzbischof von Florenz                                              | 74    |       |
| 2. Juli  | Joseph Salomon                            | deutscher Mathematiker                                                                   | 63    |       |
| 7. Juli  | Hippolyte Fortoul                         | französischer Historiker, Schriftsteller, Hochschullehrer und Politiker                  | 44    |       |
| 7. Juli  | Pauline von Württemberg                   | Prinzessin von Württemberg und durch Heirat Herzogin von Nassau                          | 46    |       |
| 9. Juli  | Amedeo Avogadro                           | italienischer Physiker und Chemiker                                                      | 79    |       |
| 9. Juli  | Alfred Cuthbert                           | US-amerikanischer Politiker                                                              | 70    |       |
| 9. Juli  | Carl Alexander Spatz                      | deutscher Jurist und Politiker                                                           | 45    |       |
| 10. Juli | Johann Georg Christian Daems              | Frankfurter Kaufmann und Kunstsammler                                                    |       |       |
| 10. Juli | Friedrich von Luxburg                     | königlich bayerischer Staatsrat und Gesandter                                            | 73    |       |
| 11. Juli | Karl Heinrich Emil Alexander von Borstell | preußischer General der Kavallerie                                                       | 78    |       |
| 11. Juli | Antoine Dupuch                            | französischer Bischof                                                                    | 56    |       |
| 11. Juli | Maurice-Eugène Filliez                    | Schweizer Politiker                                                                      | 44    |       |
| 11. Juli | Norberto Ramírez Áreas                    | nicaraguanischer Politiker und 1851 Director Supremo von Nicaragua                       |       |       |
| 11. Juli | Josef Kajetán Tyl                         | tschechischer Theaterdramatiker                                                          | 48    |       |
| 12. Juli | Nicaise Auguste Desvaux                   | französischer Botaniker                                                                  | 71    |       |
| 14. Juli | Gottlieb Bindesbøll                       | dänischer Architekt und Hochschullehrer                                                  | 55    |       |
| 14. Juli | Erastus Foote                             | US-amerikanischer Anwaltund Politiker                                                    | 78    |       |
| 15. Juli | Franz Ferdinand Schweins                  | deutscher Mathematiker und Hochschullehrer                                               | 76    |       |
| 16. Juli | James Greene Hardy                        | US-amerikanischer Politiker                                                              | 61    |       |
| 16. Juli | Friedrich Wilhelm von Schubert            | deutscher lutherischer Theologe, Skandinavist und Hochschullehrer                        | 67    |       |
| 19. Juli | Karl von Roeder                           | preußischer Generalleutnant und Flügeladjutant von Friedrich Wilhelm IV.                 | 68    |       |
| 19. Juli | Ernst Eberhard Friedrich von Seyffer      | deutscher Gartenbaudirektor                                                              | 74    |       |
| 20. Juli | James Birdsall                            | US-amerikanischer Jurist und Politiker                                                   |       |       |
| 21. Juli | Emil Aarestrup                            | dänischer Dichter                                                                        | 55    |       |
| 21. Juli | Udalrich Schaufelbühl                     | Schweizer Politiker                                                                      | 66    |       |
| 22. Juli | Thomas Doughty                            | amerikanischer Maler                                                                     | 63    |       |
| 23. Juli | Theodor von Schön                         | preußischer Politiker                                                                    | 83    |       |
| 24. Juli | August Wilhelm Henschel                   | deutscher Botaniker und Medizinhistoriker                                                | 65    |       |
| 24. Juli | Johanne Justine Renner                    | Dresdner Persönlichkeit                                                                  | 93    |       |
| 26. Juli | Ernst von Koskull                         | preußischer Generalleutnant                                                              | 81    |       |
| 26. Juli | Georg Ludwig Nikolaus Alefeld             | herzoglich nassauischer General                                                          | 66    |       |
| 26. Juli | Ludwig von Theobald                       | deutscher Verwaltungsbeamter                                                             | 60    |       |
| 29. Juli | Karel Havlíček Borovský                   | tschechischer Dichter, Prosaist, Literaturkritiker, Übersetzer, Politiker und Journalist | 34    |       |
| 29. Juli | Michel Félix Dunal                        | französischer Botaniker                                                                  | 66    |       |
| 29. Juli | Robert Schumann                           | deutscher Komponist der Romantik                                                         | 46    |       |
| 30. Juli | Georg Weerth                              | deutscher Schriftsteller, Satiriker, Journalist und Kaufmann                             | 34    |       |
| 31. Juli | Marco Bordogni                            | italienischer Opernsänger (Tenor) und Gesangslehrer                                      | 67    |       |

## August
| Tag        | Name                                      | Beruf, bekannt als                                                                                    | Alter | Beleg |
| ---------- | ----------------------------------------- | --- | ----- | ----- |
| 1. August  | Ferdinand Benedikt Schaezler              | deutscher Bankier und Unternehmer                                                                     | 61    |       |
| 2. August  | Edward Curtis                             | US-amerikanischer Jurist und Politiker                                                                | 54    |       |
| 2. August  | Max Wilhelm Götzinger                     | deutsch-Schweizerischer Germanist und Gymnasiallehrer                                                 | 56    |       |
| 4. August  | Johann Gottlieb Schneider                 | deutscher Organist und Komponist                                                                      | 59    |       |
| 5. August  | Robert Lucas Pearsall                     | englischer Rechtsanwalt und Komponist                                                                 | 61    |       |
| 7. August  | Willis Hall                               | US-amerikanischer Politiker, State Auditor von Vermont                                                |       |       |
| 8. August  | Lucia Elizabeth Vestris                   | englische Schauspielerin und Sängerin mit deutsch-italienischen Wurzeln                               | 59    |       |
| 9. August  | Wilhelm Eduard Wilda                      | deutscher Jurist                                                                                      | 55    |       |
| 12. August | Auguste Otto-Wernthal                     | deutsche Theaterschauspielerin und Opernsängerin (Sopran)                                             | 22    |       |
| 12. August | Giovanni Soglia Ceroni                    | italienischer Kardinal                                                                                | 76    |       |
| 13. August | José María Estrada                        | nicaraguanischer Politiker, Präsident von Nicaragua (10. April 1855 bis 13. August 1856)              |       |       |
| 14. August | Otto de Boer                              | niederländischer Kirchen-, Porträt- und Genremaler                                                    | 59    |       |
| 14. August | Ludwig Fort                               | deutscher Lehrer der Handelswissenschaften                                                            |       |       |
| 14. August | Constant Prévost                          | französischer Geologe                                                                                 | 69    |       |
| 15. August | Julius von Flotow                         | preußischer Major und Botaniker                                                                       | 68    |       |
| 15. August | Francis D. Kimball                        | US-amerikanischer Jurist und Politiker                                                                |       |       |
| 16. August | Eduard Hänel                              | Buchdrucker und Schriftgießer                                                                         | 52    |       |
| 19. August | Charles Frédéric Gerhardt                 | französischer Chemiker                                                                                | 39    |       |
| 19. August | Ferdinand von Kielmansegg                 | deutscher Soldat und Offizier in Diensten des Kurfürstentums und Königreichs Hannover, Kriegsminister | 79    |       |
| 19. August | Anna Maria Rüttimann-Meyer von Schauensee | Schweizer Republikanerin und Salonnière                                                               | 83    |       |
| 20. August | Philipp Jakob Riotte                      | deutscher Komponist                                                                                   | 80    |       |
| 21. August | Peter Joseph von Lindpaintner             | deutscher Komponist und Dirigent                                                                      | 64    |       |
| 23. August | James Meacham                             | US-amerikanischer Politiker                                                                           | 46    |       |
| 24. August | William Buckland                          | englischer Geologe und Paläontologe                                                                   | 72    |       |
| 24. August | Daniel Heinrich Heyke                     | Kaufmann und Ratsherr der Hansestadt Lübeck                                                           | 59    |       |
| 24. August | Carl Heyer                                | deutscher Forstwissenschaftler, Lehrer und forstlicher Praktiker                                      | 59    |       |
| 24. August | Émilie de Vialar                          | französische Nonne, Ordensgründerin und Heilige                                                       | 58    |       |
| 28. August | Marcus Haeselich                          | deutscher Maler und Lithograph                                                                        | 49    |       |
| 29. August | Johanna Eunicke                           | deutsche Opernsängerin (Sopran) sowie Konzert- und Oratoriensängerin                                  | 58    |       |
| 29. August | Johann Gottlieb Stemler                   | deutscher Arzt und Politiker                                                                          | 67    |       |
| 30. August | Samuel Elsner                             | deutscher Kaufmann, prägende Persönlichkeiten der Berliner Erweckungsbewegung                         | 77    |       |
| 30. August | John Ross                                 | schottischer Polarforscher                                                                            | 79    |       |
| 31. August | Giuseppe Pioda                            | Schweizer Architekt und Ingenieur                                                                     | 46    |       |

## September
| Tag           | Name                                                 | Beruf, bekannt als | Alter | Beleg |
| ------------- | ---------------------------------------------------- | --- | ----- | ----- |
| 1. September  | Christoph Karl Julius Asschenfeldt                   | deutscher Kirchenlieddichter | 64    |       |
| 1. September  | Christian Friedrich Bernhard Augustin                | evangelischer Theologe, Schriftsteller und Historiker | 84    |       |
| 1. September  | Richard Westmacott der Mittlere                      | britischer Bildhauer des Klassizismus | 81    |       |
| 1. September  | William Yarrell                                      | englischer Buchhändler und Naturforscher | 72    |       |
| 2. September  | Julius Carl Pannier                                  | deutscher Verwaltungsjurist und Politiker | 67    |       |
| 2. September  | Ludwig Puttrich                                      | deutscher Kunsthistoriker | 73    |       |
| 3. September  | Louis Marie Baptiste Atthalin                        | französischer Offizier | 72    |       |
| 3. September  | Jeanne Bessert                                       | Bürgerin von Genf und Mordopfer |       |       |
| 5. September  | José da Silva Carvalho                               | portugiesischer Staatsmann | 73    |       |
| 5. September  | George Washington Lent Marr                          | US-amerikanischer Politiker | 77    |       |
| 6. September  | Christian Adolf Wilhelm Pilgrim                      | preußischer Beamter und Landrat der Kreise Medebach, Eslohe und Dortmund                                                                                      | 70    |       |
| 7. September  | Christoph Friedrich Otto                             | deutscher Gärtner und Botaniker | 72    |       |
| 8. September  | Joseph Gehringer                                     | deutscher katholischer Theologe | 53    |       |
| 8. September  | Paul von Haugwitz                                    | preußischer Soldat, Landrat, Gutsbesitzer und Schriftsteller                                                                                                  | 65    |       |
| 9. September  | Friedrich Holl                                       | deutscher Apotheker, Pharmazeut, Botaniker und Paläontologe                                                                                                   | 62    |       |
| 9. September  | Joseph Küffner                                       | deutscher Komponist | 80    |       |
| 11. September | Viktor von Carlowitz-Maxen                           | deutscher Genealoge und Heraldiker | 46    |       |
| 11. September | Josef Benignus Maus                                  | deutscher Hochschullehrer, Professor und Historiker | 81    |       |
| 12. September | Emil Braun                                           | deutscher Archäologe | 47    |       |
| 12. September | Nicasio del Castillo y Guzmán                        | nicaraguanischer Politiker und Präsident von Nicaragua |       |       |
| 12. September | Emil Hopfgarten                                      | deutscher Bildhauer | 35    |       |
| 12. September | Johann Majoleth                                      | Schweizer Geiger |       |       |
| 14. September | Christian Reinhold Köstlin                           | deutscher Rechtswissenschaftler und Dichterjurist | 43    |       |
| 14. September | Carl Wilhelm Zimmermann                              | Präsident des Gesamtministeriums Großherzogtum Hessen | 73    |       |
| 15. September | Hans Detlef Friedrich Asschenfeldt                   | deutscher Verlagsbuchhändler und Parlamentarier | 68    |       |
| 15. September | Heinrich LXIV.                                       | Fürst Reuß zu Köstritz | 69    |       |
| 15. September | William Wallace Irwin                                | US-amerikanischer Politiker |       |       |
| 15. September | Severin Løvenskiold                                  | norwegischer Fabrikant und Politiker | 79    |       |
| 15. September | Heinrich Levin von Wintzingerode                     | württembergischer Staatsminister, Erb- und Gerichtsherr zu Bodenstein                                                                                         | 77    |       |
| 17. September | Ninomiya Sontoku                                     | japanischer Agrarreformer | 69    |       |
| 19. September | Johann Baptista Bavier                               | Schweizer Politiker und Bankier | 61    |       |
| 19. September | Karl von Closen                                      | deutscher Jurist und Politiker |       |       |
| 19. September | Wilhelm Stier                                        | deutscher Architekt | 57    |       |
| 20. September | Johann Christian Jörg                                | deutscher Mediziner | 76    |       |
| 20. September | Georg Heinrich von Löwenstern                        | estländischer Soldat in russischen, später dänischen Diensten, zuletzt als Generalmajor, dänischer Generalkonsul in Brasilien und dänischer Gesandter in Wien | 69    |       |
| 21. September | Michail Wielhorski                                   | russischer Mäzen, Cellist und Komponist | 68    |       |
| 22. September | William Raworth Cooper                               | US-amerikanischer Politiker | 63    |       |
| 23. September | Ezra Meech                                           | US-amerikanischer Politiker | 83    |       |
| 23. September | Sarah Bowdich Lee                                    | britische Naturkundlerin, Autorin und Illustratorin | 65    |       |
| 23. September | Anastasius Sedlag                                    | deutscher Theologe, Bischof und Politiker | 70    |       |
| 24. September | Friedrich Joseph Freiherr von Coels von der Brügghen | preußischer Landrat und Polizeidirektor von Aachen | 71    |       |
| 24. September | Henry Hardinge, 1. Viscount Hardinge                 | britischer Feldmarschall und Staatsmann | 71    |       |
| 24. September | Theodor Hell                                         | deutscher Schriftsteller | 81    |       |
| 24. September | John B. Macy                                         | amerikanischer Politiker | 57    |       |
| 24. September | Jakob Andreas Hermann Oberreit                       | sächsischer Generalmajor und Kartograf | 78    |       |
| 25. September | Colin Halkett                                        | britisch-hannoverscher Offizier | 82    |       |
| 27. September | Petrus Gobbels                                       | niederländischer Maler |       |       |
| 28. September | Jules Haime                                          | französischer Zoologe, Paläontologe und Geologe | 32    |       |
| 28. September | Franz Karl Movers                                    | deutscher Theologe | 50    |       |
| 29. September | Theodor Kräuter                                      | Weimarer Bibliothekar, Großherzoglicher Rat und Sekretär Goethes                                                                                              | 66    |       |

## Oktober
| Tag         | Name                              | Beruf, bekannt als                                                                         | Alter | Beleg |
| ----------- | --------------------------------- | ------------------------------------------------------------------------------------------ | ----- | ----- |
| 1. Oktober  | Johannes Faesch                   | Kaufmann und Bürgerworthalter                                                              | 76    |       |
| 1. Oktober  | Christian zu Leiningen-Westerburg | österreichischer Feldmarschallleutnant                                                     | 44    |       |
| 1. Oktober  | Christian Samuel Weiss            | deutscher Mineraloge und Kristallograph                                                    | 76    |       |
| 2. November | Carl Friedrich Wolf Feuerstein    | deutscher Arzt, preußischer Spion                                                          | 70    |       |
| 3. Oktober  | Gottlob Baumann                   | deutscher Pfarrer in Notzingen und Kemnat                                                  | 61    |       |
| 3. Oktober  | Paul Partsch                      | österreichischer Geologe                                                                   | 65    |       |
| 4. Oktober  | Wilhelm Eilert Schmid             | Orgelbauer in Ostfriesland                                                                 | 65    |       |
| 5. Oktober  | Johann Baptist von Zenetti        | bayerischer Regierungspräsident, Ministervertreter, Paulskirchen-Abgeordneter in Frankfurt | 71    |       |
| 6. Oktober  | Gustav Adolf Hippius              | deutschbaltischer Maler                                                                    | 64    |       |
| 7. Oktober  | William Hall                      | US-amerikanischer Politiker                                                                | 81    |       |
| 8. Oktober  | Théodore Chassériau               | Maler                                                                                      | 37    |       |
| 8. Oktober  | Fooke Hoissen Müller              | deutscher Mathematiker und Schriftsteller                                                  | 58    |       |
| 8. Oktober  | Johann Jakob Speiser              | schweizerischer Textilkaufmann und Manager                                                 | 43    |       |
| 10. Oktober | Vicente López y Planes            | argentinischer Schriftsteller und Präsident von Argentinien (1827)                         | 71    |       |
| 11. Oktober | Christian Rave                    | deutscher Bergmeister und Obersteiger                                                      | 86    |       |
| 12. Oktober | Richard Guyon                     | britischer General                                                                         |       |       |
| 13. Oktober | Daniel Engelhard                  | deutscher Architekt und hessischer Baubeamter                                              | 68    |       |
| 14. Oktober | Johann Kaspar Mertz               | österreichischer Komponist und Gitarrist                                                   | 50    |       |
| 16. Oktober | Jakob Ernst Koch                  | österreichischer Senior und Superintendent-Stellvertreter der evangelischen Kirche         | 59    |       |
| 17. Oktober | John Otis                         | US-amerikanischer Politiker                                                                | 55    |       |
| 17. Oktober | Martin Friedrich Rabe             | deutscher Architekt, preußischer Baubeamter und Hochschullehrer                            | 80    |       |
| 17. Oktober | Lodovico Tevoli                   | italienischer Kurienbischof                                                                | 84    |       |
| 18. Oktober | David Spangler                    | US-amerikanischer Politiker                                                                | 59    |       |
| 19. Oktober | Karl Heinrich Hermes              | deutscher Journalist und Publizist                                                         | 56    |       |
| 19. Oktober | Said ibn Sultan                   | Sayyid von Maskat (1804–1856)                                                              | 65    |       |
| 19. Oktober | William Sprague                   | US-amerikanischer Politiker                                                                | 56    |       |
| 20. Oktober | John Fulton Ervin                 | US-amerikanischer Politiker                                                                | 49    |       |
| 20. Oktober | James Rariden                     | US-amerikanischer Politiker                                                                | 61    |       |
| 20. Oktober | Karl Ferdinand Sandberger         | deutscher Oberamtmann                                                                      | 79    |       |
| 21. Oktober | Hendrik Tollens                   | niederländischer Schriftsteller flämischer Herkunft                                        | 76    |       |
| 22. Oktober | Bernhard Brand von Lindau         | preußischer Jurist                                                                         | 51    |       |
| 22. Oktober | Ludwig von Strantz                | preußischer Offizier, zuletzt Generalleutnant                                              | 76    |       |
| 23. Oktober | Alexander Ross                    | kanadischer Pelzhändler und Entdecker                                                      | 73    |       |
| 23. Oktober | Hezekiah Williams                 | US-amerikanischer Politiker                                                                | 58    |       |
| 26. Oktober | Christian Wilhelm Schweitzer      | deutscher Jurist und Politiker                                                             | 74    |       |
| 27. Oktober | Levi D. Carpenter                 | US-amerikanischer Jurist und Politiker                                                     | 54    |       |
| 28. Oktober | Johann Peter Krafft               | deutscher Maler                                                                            | 76    |       |
| 29. Oktober | Frederik Liebmann                 | dänischer Botaniker                                                                        | 43    |       |

## November
| Tag          | Name                                    | Beruf, bekannt als                                                                 | Alter | Beleg |
| ------------ | --------------------------------------- | ---------------------------------------------------------------------------------- | ----- | ----- |
| 2. November  | Heinrich Blume                          | deutscher Sänger (Bariton) und Schauspieler                                        | 68    |       |
| 2. November  | Samuel Hoar                             | US-amerikanischer Politiker                                                        | 78    |       |
| 2. November  | Heinrich vom Kolke                      | deutscher Physiker                                                                 | 35    |       |
| 2. November  | Joshua L. Martin                        | US-amerikanischer Politiker                                                        | 56    |       |
| 3. November  | Wilhelm von Schleinitz                  | deutscher Politiker, Minister im Herzogtum Braunschweig                            | 62    |       |
| 4. November  | Paul Delaroche                          | französischer Maler                                                                | 59    |       |
| 4. November  | August Wilhelm Homeyer                  | deutscher Kaufmann, Schiffsreeder und Geheimer Kommerzienrat                       | 62    |       |
| 7. November  | Karl Friedrich Friccius                 | Generalauditeur der preußischen Armee                                              | 77    |       |
| 8. November  | John Bancker Aycrigg                    | US-amerikanischer Politiker                                                        | 58    |       |
| 8. November  | Étienne Cabet                           | französischer Publizist, Politiker und Revolutionär                                | 68    |       |
| 9. November  | John Middleton Clayton                  | US-amerikanischer Jurist und Politiker                                             | 60    |       |
| 9. November  | Friedrich von Klinckowström             | preußischer Gutsbesitzer und Politiker                                             | 80    |       |
| 10. November | Karl Theodor Gier                       | deutscher Politiker                                                                | 60    |       |
| 10. November | Johann Kaspar Zeuß                      | deutscher Philologe                                                                | 50    |       |
| 11. November | Friedrich Rohmer                        | deutsch-schweizerischer Philosoph und Politiker                                    | 42    |       |
| 13. November | Ludwig Buchhorn                         | deutscher Maler und Graphiker                                                      | 86    |       |
| 13. November | Karl zu Leiningen                       | Fürst zu Leiningen, erster Ministerpräsident der Frankfurter Nationalversammlung   | 52    |       |
| 13. November | Johann Friedrich Joseph Sommer          | Publizist, Herausgeber, Politiker und Jurist                                       | 63    |       |
| 13. November | Johannes Theodorus van Spengler         | niederländischer Generalleutnant und Politiker                                     | 65    |       |
| 17. November | John Henry Eaton                        | US-amerikanischer Politiker                                                        | 66    |       |
| 17. November | Joseph Liedl                            | bayerischer Landwirt                                                               | 67    |       |
| 17. November | Gustav Mallinckrodt                     | Unternehmer                                                                        | 57    |       |
| 17. November | Carl Uhde                               | deutscher Kaufmann und Südamerika-Sammler                                          | 64    |       |
| 18. November | Michail Semjonowitsch Woronzow          | russischer Feldmarschall, Generalgouverneur, Vizekönig                             | 74    |       |
| 20. November | Farkas Bolyai                           | ungarischer Mathematiker                                                           | 81    |       |
| 21. November | Marie Hassenpflug                       | deutsche Märchenerzählerin                                                         | 67    |       |
| 21. November | Lew Alexejewitsch Perowski              | russischer Adeliger und Mineraloge                                                 | 64    |       |
| 21. November | Carl von Steuben                        | französischer Maler                                                                | 68    |       |
| 22. November | Alonzo Morphy                           | US-amerikanischer Jurist und Politiker                                             |       |       |
| 22. November | Julius von Paucker                      | deutsch-estländischer Jurist und Historiker                                        | 58    |       |
| 22. November | Albert Prisse                           | belgischer General und Minister                                                    | 68    |       |
| 23. November | Joseph von Hammer-Purgstall             | österreichischer Diplomat und Übersetzer von orientalischer Literatur              | 82    |       |
| 23. November | Manuela Sáenz                           | südamerikanische Freiheitskämpferin                                                | 58    |       |
| 23. November | Thomas Seddon                           | britischer Landschaftsmaler                                                        | 35    |       |
| 25. November | Margareta Occhiena                      | Mutter von Johannes Bosco                                                          | 68    |       |
| 27. November | August Eichrodt                         | badischer Beamter                                                                  | 56    |       |
| 28. November | Hirose Tansō                            | japanischer Gelehrter, Pädagoge und Dichter                                        | 74    |       |
| 29. November | Frederick William Beechey               | englischer Polarforscher und Geograph                                              | 60    |       |
| 29. November | Hendrik George de Perponcher Sedlnitzki | niederländischer General der Infanterie, Gesandter                                 | 85    |       |
| 30. November | Ludwig von Baumbach-Ropperhausen        | kurhessischer Regierungsdirektor und Präsident der kurhessischen Ständeversammlung | 73    |       |
| 30. November | Charles-Alexandre Fessy                 | französischer Organist und Komponist                                               | 52    |       |

## Dezember
| Tag          | Name                                         | Beruf, bekannt als                                                                             | Alter | Beleg |
| ------------ | -------------------------------------------- | ---------------------------------------------------------------------------------------------- | ----- | ----- |
| 2. Dezember  | Friedrich Franz Theodor Goßler               | deutscher katholischer Geistlicher und Schriftsteller                                          | 56    |       |
| 2. Dezember  | Wilhelm Heinrich Valentiner                  | deutscher Arzt, Hochschullehrer und Stadtphysicus                                              | 49    |       |
| 3. Dezember  | Wilhelm Friedrich Albrecht von Plessen       | württembergischer Kammerherr, Landtagsabgeordneter                                             | 78    |       |
| 5. Dezember  | Wilhelm von Leonhardi                        | deutscher Autor und Diplomat                                                                   | 44    |       |
| 5. Dezember  | Jean-Baptiste Schwilgué                      | französischer Uhrenbauer                                                                       | 79    |       |
| 6. Dezember  | Nicholas B. Doe                              | US-amerikanischer Jurist und Politiker                                                         | 70    |       |
| 6. Dezember  | Edmüller                                     | deutscher Tenor                                                                                | 46    |       |
| 6. Dezember  | Karl von Hertzberg                           | preußischer Generalmajor, Kommandeur der 8. Landwehr-Brigade                                   | 67    |       |
| 7. Dezember  | Thaddäus Eduard Gumprecht                    | deutscher Kaufmann, Geograph und Geologe und Hochschullehrer                                   | 55    |       |
| 7. Dezember  | Johann Samuel Friedrich Pagenstecher         | Schweizer Apotheker                                                                            | 73    |       |
| 8. Dezember  | Theobald Mathew                              | irischer Ordensgeistlicher (Kapuziner) und Gründer einer irischen Abstinenzbewegung            | 66    |       |
| 8. Dezember  | Friedrich August Rüder                       | deutscher Jurist, Journalist und Publizist                                                     | 94    |       |
| 9. Dezember  | Bernhard Schwindel                           | österreichischer Zisterzienser und Abt                                                         | 69    |       |
| 10. Dezember | John Grant Chapman                           | US-amerikanischer Politiker                                                                    | 58    |       |
| 13. Dezember | Conrad Carl Theodor Ernst Döbbelin           | deutscher Theaterschauspieler, -regisseur und -leiter                                          | 57    |       |
| 13. Dezember | Otto von der Groeben                         | preußischer Rittergutbesitzer und Politiker                                                    | 59    |       |
| 13. Dezember | Robert Ronald McIan                          | schottischer Maler                                                                             |       |       |
| 15. Dezember | Christian Adolf Nölting                      | deutscher Kaufmann und Kunstförderer                                                           | 62    |       |
| 15. Dezember | Kaspar Riffel                                | deutscher Kirchenhistoriker                                                                    | 49    |       |
| 15. Dezember | Narcisse-Achille de Salvandy                 | französischer Politiker                                                                        | 61    |       |
| 15. Dezember | Carlo Steeb                                  | deutscher Priester und Ordensgründer in Verona                                                 | 82    |       |
| 16. Dezember | Johann Erichson                              | deutscher Theologe und Professor der Ästhetik                                                  | 79    |       |
| 16. Dezember | Carl Heinrich Hagen                          | Jurist, Nationalökonom, Regierungsrat                                                          | 71    |       |
| 16. Dezember | Louis Rilliet de Constant                    | Schweizer Offizier und Politiker                                                               | 62    |       |
| 17. Dezember | John Telemachus Johnson                      | US-amerikanischer Politiker                                                                    | 68    |       |
| 18. Dezember | Théodore Michelot                            | französischer Schauspieler                                                                     | 70    |       |
| 19. Dezember | Franz Ludwig Catel                           | deutscher Holzbildhauer und Maler                                                              | 78    |       |
| 22. Dezember | Maximilian Speck von Sternburg               | deutscher Kaufmann und Unternehmer                                                             | 80    |       |
| 23. Dezember | Johann Josef Franz Arendt                    | Sprachlehrer und Botaniker                                                                     | 70    |       |
| 25. Dezember | Maria Elisabeth von Savoyen-Carignan         | Prinzessin von Savoyen                                                                         | 56    |       |
| 26. Dezember | Jakob Friedrich Binder                       | Erster Bürgermeister der Stadt Nürnberg (1821–1853)                                            | 69    |       |
| 26. Dezember | Robert Fagel                                 | niederländischer Politiker und Militär                                                         | 85    |       |
| 26. Dezember | Franz Xaver Werk                             | deutscher römisch-katholischer Theologe, Geistlicher und Hochschullehrer                       | 87    |       |
| 28. Dezember | Hermann Schröder                             | deutscher Jurist, Kaufmann und Historiker                                                      | 58    |       |
| 30. Dezember | August Krug                                  | deutschamerikanischer Brauer und Gründer der Vorläuferfirma der Joseph Schlitz Brewing Company | 41    |       |
| 31. Dezember | Adolph Ernst zu Sayn-Wittgenstein-Hohenstein | Diplomat und Abgeordneter                                                                      | 73    |       |
| 31. Dezember | Joseph Wicky                                 | Schweizer Politiker                                                                            | 68    |       |
| Dezember     | Hugh Miller                                  | schottischer Geologe, Schriftsteller und Erzählforscher                                        | 54    |       |

## Datum unbekannt
| Tag | Name                        | Beruf, bekannt als | Alter | Beleg |
| --- | --------------------------- | --- | ----- | ----- |
|     | Franz Xaver von Aichen      | niederösterreichischer Land-Untermarschall und Präses des Ritterstandes |       |       |
|     | Ottmar von Behr             | deutsch-amerikanischer Farmer, Meteorologe und Naturforscher |       |       |
|     | Christian Carl David Beyer  | deutscher Orgelbaumeister | ≈71   |       |
|     | Christian Blattl der Ältere | österreichischer Schützenhauptmann und Tiroler Freiheitskämpfer |       |       |
|     | John Braham                 | englischer Tenor und Opernsänger |       |       |
|     | Giuseppe Brioschi           | österreichischer Dekorationsmaler |       |       |
|     | Charles P. Bush             | US-amerikanischer Politiker |       |       |
|     | James C. Crow               | schottisch-amerikanischer Arzt und Master Distiller für Bourbon Whiskey |       |       |
|     | Salomon Ettinger            | jiddischer Schriftsteller |       |       |
|     | John Beasley Greene         | amerikanischer Archäologe und Fotopionier |       |       |
|     | Peter Carl von Hohenthal    | königlich-sächsischer Geheimer Finanzrat, Kreishauptmann und nach dem Tod seines Vaters ab 1825 Standesherr auf Königsbrück und Erb-, Lehn- und Gerichtsherr auf Döbernitz und Kossa (bis 1829) |       |       |
|     | Carl Peter Holböll          | dänischer Ornithologe, Botaniker, Entomologe und Marineoffizier |       |       |
|     | Magnus Hueber               | Bergbauer und Landvermesser |       |       |
|     | Ernst Carl Christian John   | preußischer Redakteur, Hofrat und Oberzensor |       |       |
|     | August Friedrich von Krohn  | Generalmajor und Kriegsminister (Holstein) |       |       |
|     | Wilhelm Ostermann           | deutscher Jurist, Eisenbahndirektor und preußischer Abgeordneter |       |       |
|     | Mariano Paredes             | guatemaltekischer Präsident |       |       |
|     | Theodor Rohmer              | Publizist |       |       |
|     | Johann Jakob Röhrig         | deutscher Dorfschullehrer und Memoirenautor |       |       |
|     | Johann Jakob Rütlinger      | Schweizer Lehrer, Schriftsteller und Auswanderer |       |       |
|     | Auguste von Schulte         | deutsche Hofmalerin |       |       |
|     | Jakob Speth                 | deutscher Maler |       |       |
|     | Robert Livingston Stevens   | US-amerikanischer Ingenieur und Konstrukteur |       |       |